# (13482) Igorfedorov
(13482) Igorfedorov – planetoida z pasa głównego asteroid okrążająca Słońce w ciągu 5 lat i 153 dni w średniej odległości 3,08 j.a. Została odkryta 25 kwietnia 1979 roku w Krymskim Obserwatorium Astrofizycznym w Naucznym na Półwyspie Krymskim przez Nikołaja Czernycha. Nazwa planetoidy pochodzi od Igora Borisowicza Fiedorowa (ur. 1940), naukowca zajmującego się propagacją fal radiowych. Przed nadaniem nazwy planetoida nosiła oznaczenie tymczasowe (13482) 1979 HN5.